# Бердников, Роман Борисович
Роман Борисович Бердников (род. 31 августа 1974, Камень-на-Оби, Алтайский край) — российский военачальник, генерал-лейтенант. Командующий войсками Западного военного округа (28 сентября — 13 декабря 2022).

## Биография
Родился 31 августа 1974 года в городе Камень-на-Оби Алтайского края. С 1981 по 1989 учился в городской школе № 4. В 1989 году поступил в Киевское Суворовское военное училище, которое окончил в 1991 году. В 1991 году поступил в Московское высшее общевойсковое командное училище им. Верховного Совета РСФСР которое окончил в 1995 году. Участник Парада на Красной площади 9 мая 1995 года. Будучи курсантом, женился в 1993 году.
Военную службу лейтенант Бердников начал в 1995 году с должности командира мотострелкового взвода в Сибирском военном округе. Дошёл до должности начальника штаба мотострелкового полка.
В 2003—2005 годах — слушатель Общевойсковой академии Вооружённых сил Российской Федерации.
С февраля 2012 по август 2014 года — командир 59-й отдельной мотострелковой бригады 5-й общевойсковой армии Восточного военного округа (с. Сергеевка, Приморский край).
Указом Президента РФ № 414 от 11.06.2014 присвоено воинское звание «генерал-майор».
В 2014—2016 годах — слушатель Военной академии Генерального штаба Вооружённых сил РФ.
В 2016—2018 годах — начальник штаба — первый заместитель командующего 2-й гвардейской общевойсковой армией Центрального военного округа. В 2017 году временно исполнял обязанности командующего 2-й гвардейской общевойсковой армией Центрального военного округа по должности.
В ноябре 2018 года назначен командующим 29-й общевойсковой армией Восточного военного округа. 4 марта 2019 году ему был вручен воинский штандарт командующего, церемония прошла в Доме офицеров Забайкальского края.
По данным источника за 2019 год командующий 29-й общевойсковой армией генерал-майор Роман Бердников, задекларировал доход в 3 674 904,53 рублей. В 2018 году заработал 2 714 355,12 рублей — таким образом, его доход вырос на сумму около миллиона рублей.
Указом Президента РФ № 769 от 10 декабря 2020 года присвоено воинское звание генерал-лейтенант.
С октября 2021 года — командующий Группировкой войск Вооружённых сил Российской Федерации в Сирийской Арабской Республике.
С 28 сентября по 13 декабря 2022 года — командующий войсками Западного военного округа. Об этом публично сообщило информационное агентство РБК 2 октября.

## Награды
- Орден «За заслуги перед Отечеством» 4 степени с мечами[18]
- Орден Александра Невского[19]

- Орден «За военные заслуги»
- Медаль Суворова
- Юбилейная медаль «50 лет Победы в Великой Отечественной войне 1941—1945 гг.»
- Медаль «За воинскую доблесть» 1 степени
- Медаль «За укрепление боевого содружества»
- Медаль «За отличие в военной службе» I,II и III степеней
- Медаль «За участие в военном параде в День Победы»
- Медаль 100 лет военно-воздушным силам